# Estación de Valencia-San Isidro
Valencia-San Isidro (en valenciano: València-Sant Isidre) es una estación ferroviaria situada en la ciudad española de Valencia. Forma parte de la línea C-3 de Cercanías Valencia. Además ofrece una conexión con las líneas 1, 2 y 7 del Metro de Valencia a través de la estación de San Isidro (Sant Isidre). 

## Situación ferroviaria
La estación forma parte de los trazados de las siguientes líneas férreas:
- Línea férrea de ancho ibérico Chirivella-Valencia San Isidro, punto kilométrico 0,0, actualmente clausurada.[2]
- Línea férrea de ancho ibérico Aranjuez-Valencia, punto kilométrico 85,3.[2]

En el primer caso, el trazado formaba parte de la antigua línea Valencia-Liria, hoy desaparecida. En el caso de la segunda línea, cabe destacar que el kilometraje se corresponde con el trazado histórico del ferrocarril Utiel-Valencia, por lo que en Utiel se reinicia el kilometraje. Ambos tramos son de vía única y están sin electrificar.

## Historia
La estación de Valencia-San Isidro surgió como solución al corte de la circulación ferroviaria entre la antigua estación de Vara de Quart y la Estación del Norte con motivo de las obras del acceso de la alta velocidad a Valencia iniciadas en el año 2008. Debido a este corte de circulación la estación pasó a ser la estación término de la línea C-3 de Cercanías Valencia y de la Línea 48 de Media Distancia Renfe. Concebida como estación provisional, en septiembre del 2011 se inició la segunda fase de las obras tendentes a mejorar su conexión con la cercana estación de metro concluyendo las mismas a finales de mayo de 2012. La inauguración oficial tuvo lugar el 29 de mayo de 2012. Desde el 19 de septiembre de 2015 la estación ya no es la terminal de la línea Madrid-Cuenca-Valencia, que ha vuelto a la estación de Valencia-Norte vía Fuente de San Luis.

## La estación
Se encuentra en el barrio de San Isidro de Valencia, junto a la calle Dels Gremis. 

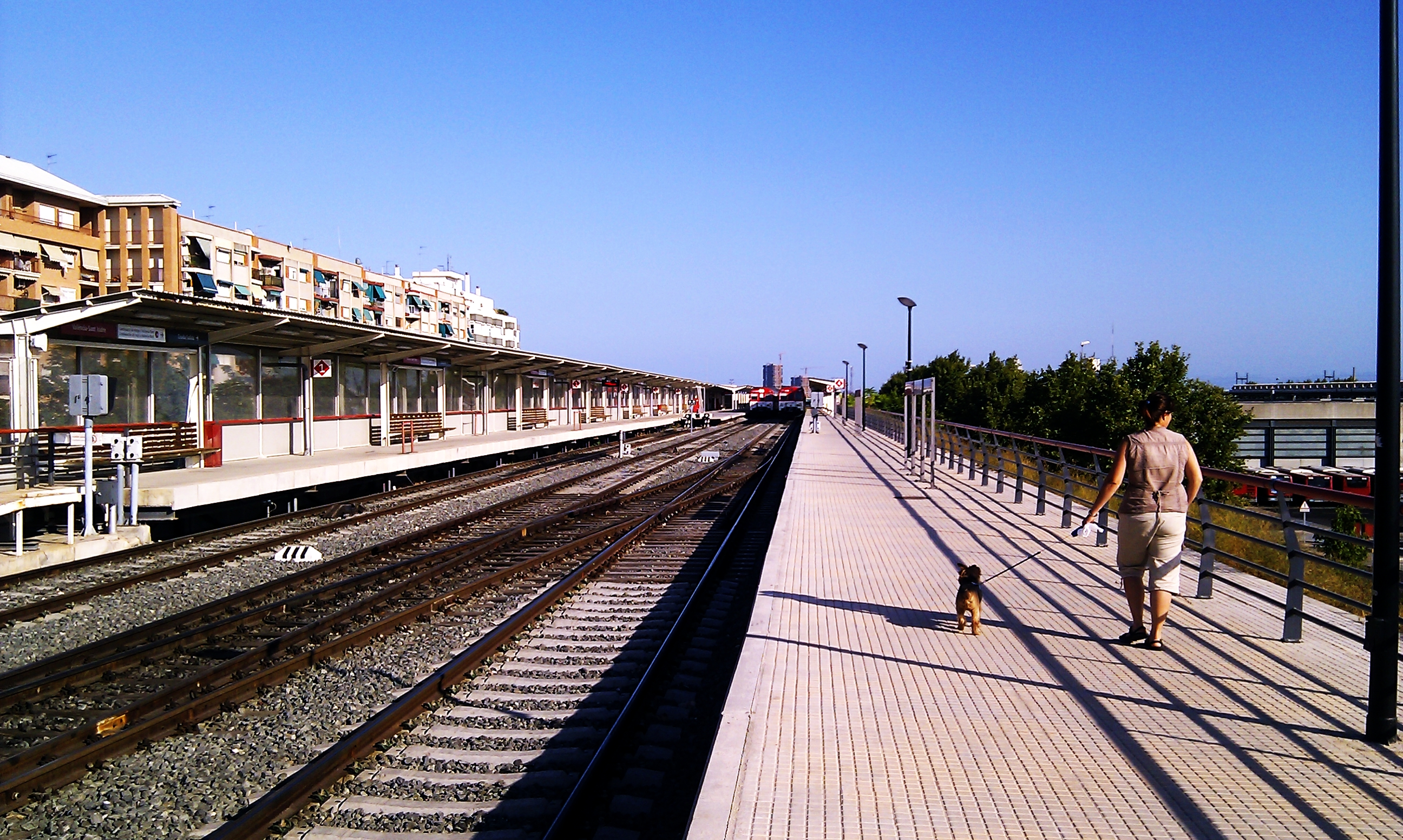
Vista de los andenes

La estación de Valencia-San Isidro está ubicada en el talud donde discurrían las vías del tren hacia Valencia a una altitud de unos 8 metros sobre el nivel del mar. En dicho talud se encuentran amarrados los anclajes sobre los que reposan los andenes de las vías 1 y 2, que están formados por vigas de hormigón armado ubicadas perpendicularmente sobre los anclajes anteriormente nombrados. En el extremo opuesto, el andén de la vía 4, consiste en un bloque de cemento sobre el propio talud ferroviario. Como curiosidad cabe destacar la inexistencia de vía 3 en la nomenclatura.
Los andenes están comunicados con los antiguos andenes de la estación de Vara de Quart, ahora en desuso, que permite la movilidad de los empleados hacia la zona de repostaje y estacionamiento de trenes localizada en la antigua estación.

## Servicios ferroviarios

### Cercanías
Forma parte de la línea C-3 de Cercanías Valencia, siendo en el periodo 2008-2016 su terminal este. Es parada de trenes CIVIS. Anteriormente, también estuvo servida por la línea C-4, aunque su servicio se suprimió en 2020 y se ha anunciado el desmantelamiento de su infraestructura a finales de 2021.
| Líneas que prestan servicio en la estación   |                          |       |                      |                     |
| procedencia/destino                          | < estación               | Línea | estación >           | destino/procedencia |
| Valencia-Norte                               | Valencia-Fuente San Luis |       | Chirivella-Alquerías | Utiel               |
| Líneas que prestaron servicio en la estación |                          |       |                      |                     |
| Terminal                                     | Terminal                 |       | Chirivella-El Alter  | Chirivella-El Alter |

## Conexiones

### Metro de Valencia
Los usuarios de la línea C-3 disponen de la opción de utilizar la red de MetroValencia desde la estación de Sant Isidre, ubicada en la calle Campos Crespo, para enlazar con la Estación del Norte situada en el centro de la capital y antigua estación término de las líneas gracias a las líneas 1, 2 y 7 del Metro de Valencia.

### Autobuses urbanos
Efectúan parada en las inmediaciones de la estación la línea 72 que une San Isidro con la plaza del Ayuntamiento.